# VIVA Comet 2005
Der 11. VIVA Comet wurde am 6. Oktober 2005 in der König-Pilsener-Arena in Oberhausen vergeben und als Livesendung um 20:15 Uhr ausgestrahlt – erstmals nicht auf VIVA, sondern auf ProSieben. Als Moderatoren fungierten Stefan Raab und Gülcan Karahanci.
Die Verleihung des VIVA Comet 2005 stand unter dem Motto Music meets Comedy, Preise wurden nur von Comedians an deutsche Künstler überreicht. Der Preis in der Kategorie Super-Comet wurde in diesem Jahr erstmals vergeben. Zur Teilnahme abstimmen konnte jeder im Internet und während der Liveausstrahlung per Telefonvoting; Eine Jury entschied nicht, wer gewann.
Die Ausstrahlung verfolgten insgesamt 1,78 Millionen Zuschauer bei einem Marktanteil von 6,7 Prozent. In der werberelevanten Zielgruppe waren es 1,47 Millionen Zuschauer, was einem Marktanteil von 12,9 Prozent entspricht.

## Newcomer
- Banaroo
- Fler
- Joana Zimmer
- US5
- Tokio Hotel

## Live Comedy
- Atze Schröder
- Mario Barth
- Michael Mittermeier
- Oliver Pocher
- Stefan Raab

## Live Act
- Die Fantastischen Vier
- Die Toten Hosen
- Rammstein
- Silbermond
- Söhne Mannheims

## Bester Song
- Fettes Brot – Emanuela
- Juli – Perfekte Welle
- Sarah Connor – From Zero to Hero
- Silbermond – Symphonie
- Söhne Mannheims – Und wenn ein Lied

## Bestes Album
- Juli – Es ist Juli
- Sarah Connor – Naughty but Nice
- Silbermond – Verschwende deine Zeit
- Söhne Mannheims – Noiz
- Wir sind Helden – Die Reklamation

## Beste Band
- Fettes Brot
- Juli
- Silbermond
- Söhne Mannheims
- Wir sind Helden

## Bester Künstler
- DJ Tomekk
- Farin Urlaub
- Gentleman
- Lukas Hilbert
- Sido

## Beste Künstlerin
- Annett Louisan
- Jeanette
- Nena
- Sarah Connor
- Yvonne Catterfeld

## Bestes Video
- Fettes Brot – Emanuela
- Juli – Geile Zeit
- Rammstein – Keine Lust
- Söhne Mannheims – Und wenn ein Lied
- Wir sind Helden – Nur ein Wort

## Super-Comet
- Tokio Hotel